# Grondeleenden
De grondeleenden of (uit het Duits) zwemeenden (Anatini) zijn een tribus uit de onderfamilie Anatinae, waartoe de meeste eendensoorten behoren. Tot de grondeleenden behoren bekende soorten als de wilde eend en de smient.
Grondeleenden onderscheiden zich onder meer van andere eenden doordat ze hun voedsel meestal aan het oppervlak van ondiep water zoeken of daaronder, door middel van grondelen. Daarbij steekt het achterlichaam rechtop uit het water en bevinden kop en hals zich onder water. Duiken doen ze weinig. Ze vliegen moeiteloos zonder aanloop uit het water op.
Het lichaam is niet zo gedrongen als bij duikeenden. Ze hebben ook meer drijfvermogen en liggen daardoor minder diep in het water. De poten staan midden onder het lichaam. Daardoor lopen ze gemakkelijk op land, sommige soorten grazen daar ook.
De geslachten hebben bij de meeste soorten een sterk verschillend verenkleed (seksueel dimorfisme). De mannetjes ruien 's zomers alle slagpennen tegelijk. Hierdoor kunnen ze ongeveer een maand niet vliegen. Ze krijgen dan een eclipskleed. Dit is een kort in de nazomer gedragen winterkleed.

## Soorten
Alle in de Lage Landen voorkomende soorten grondeleenden:
- Aix
  - Mandarijneend ( A.galericulata)
  - Carolinaeend (Aix sponsa)
- Cairina
  - Muskuseend (Cairina moschata)
- Anas
  - Wilde eend (A. platyrhynchos)
  - Pijlstaart (A. acuta)
  - Wintertaling (A. crecca)
- Mareca
  - Krakeend (M. strepera)
  - Smient (M. penelope)
- Spatula
  - Slobeend (S. clypeata)
  - Zomertaling (S. querquedula)

## Voedingsgewoonten
- Wilde eend: omnivore grondelaar. Zoekt planten en waterdiertjes vaak onder water, maar ook wel aan het wateroppervlak. Daarnaast eet hij op het land gras, slakken en dergelijke.
- Pijlstaart: grondelt vaak. Voedsel vergelijkbaar met wilde eend.
- Slobeend: grondelt weinig. Roomt het liefst het wateroppervlak af.
- Wintertaling: zoekt voedsel in zeer ondiep water, waarbij hij langzaam voortloopt en slik filtert op zaden.
- Zomertaling: grondelt weinig. Neemt voedsel meestal van het wateroppervlak of direct daaronder.
- Krakeend: grondelt weinig. Zwemt voornamelijk met de kop onder water, eet vooral plantaardig voedsel.
- Smient: grondelt weinig. Typische planteneter, graast graag, liefst vochtig gras.

## Afbeeldingen

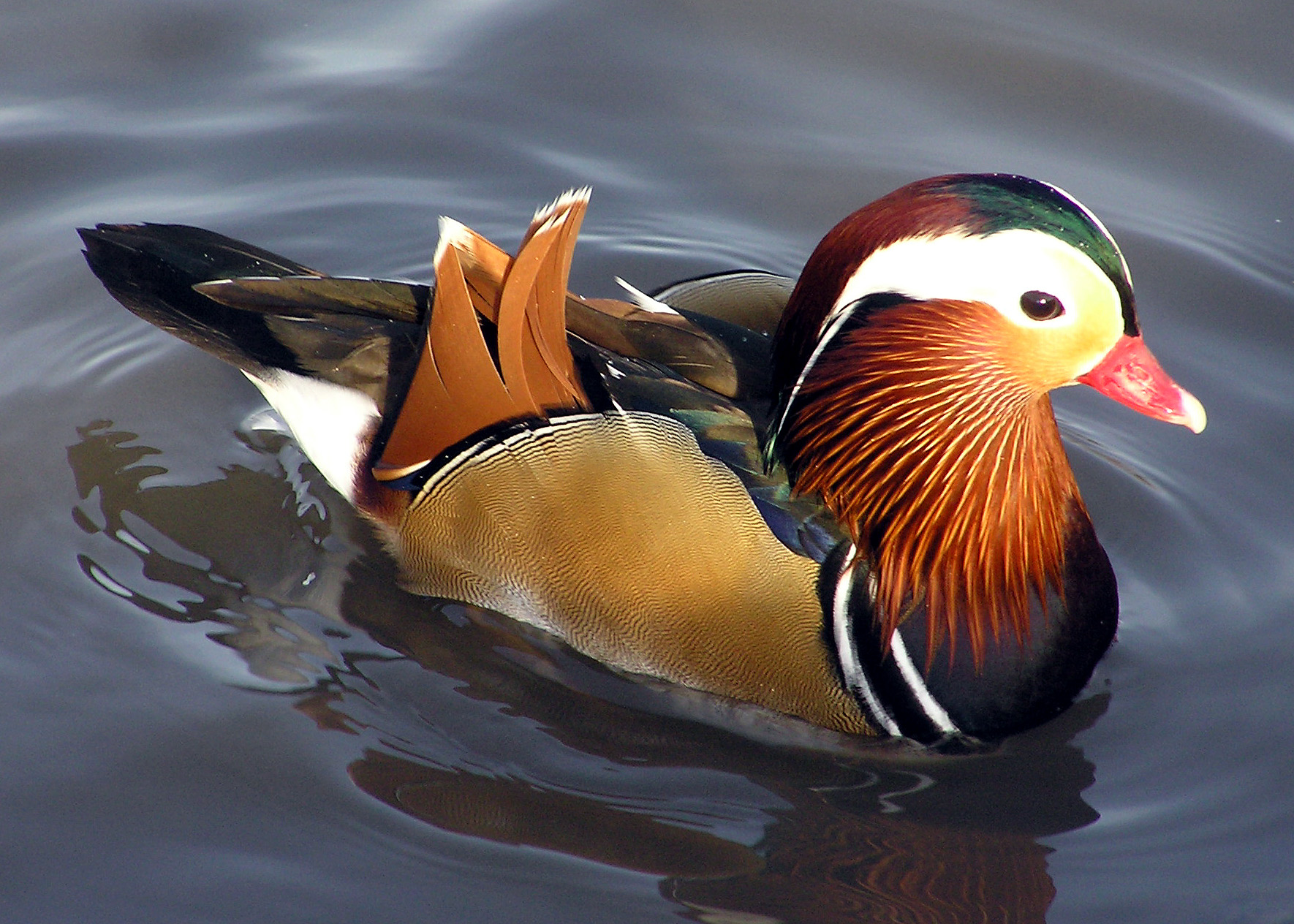
Mandarijneend
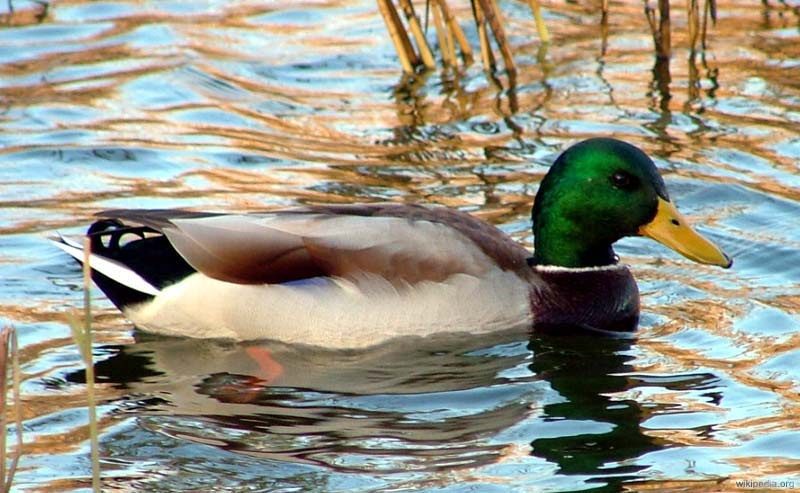
Wilde eend
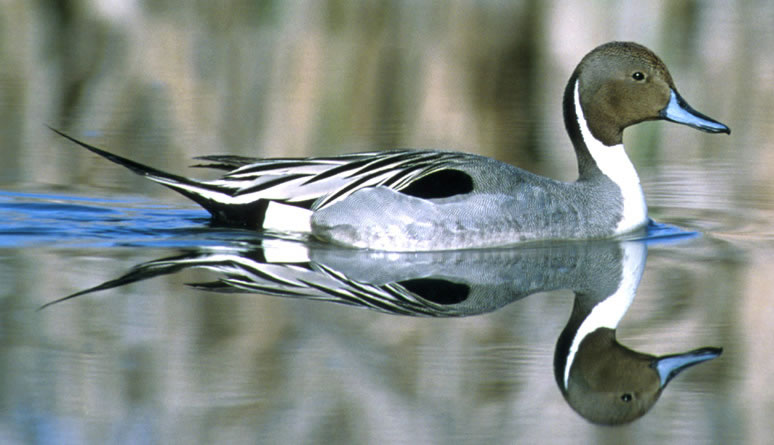
Pijlstaart
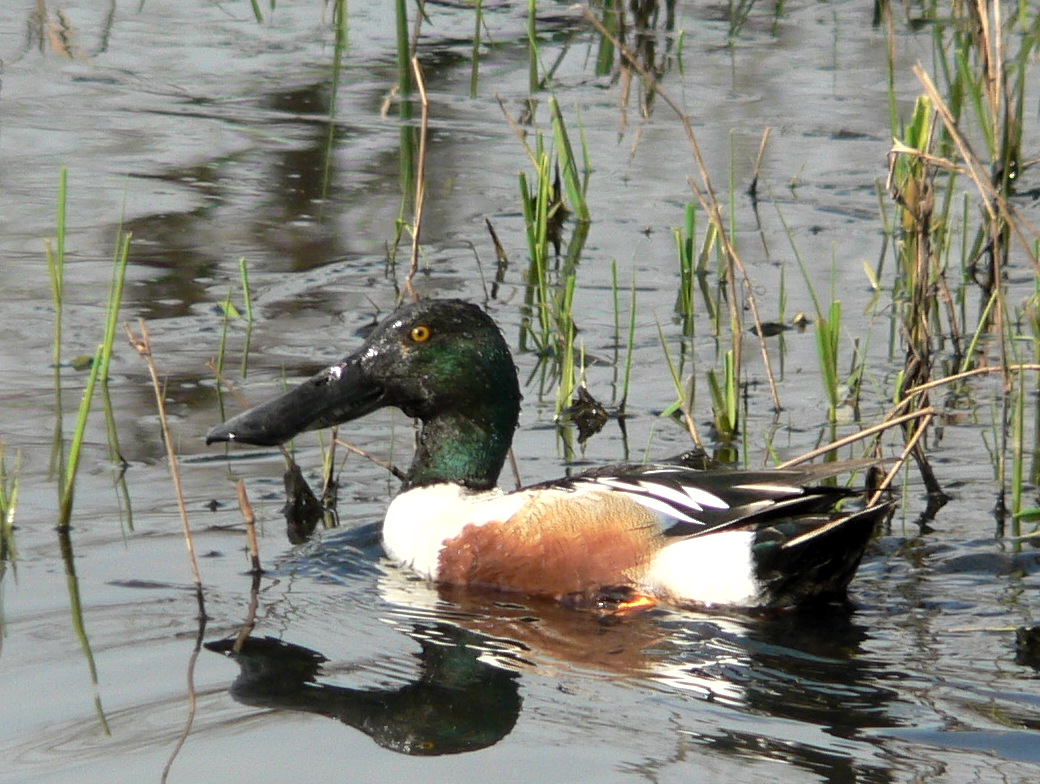
Slobeend
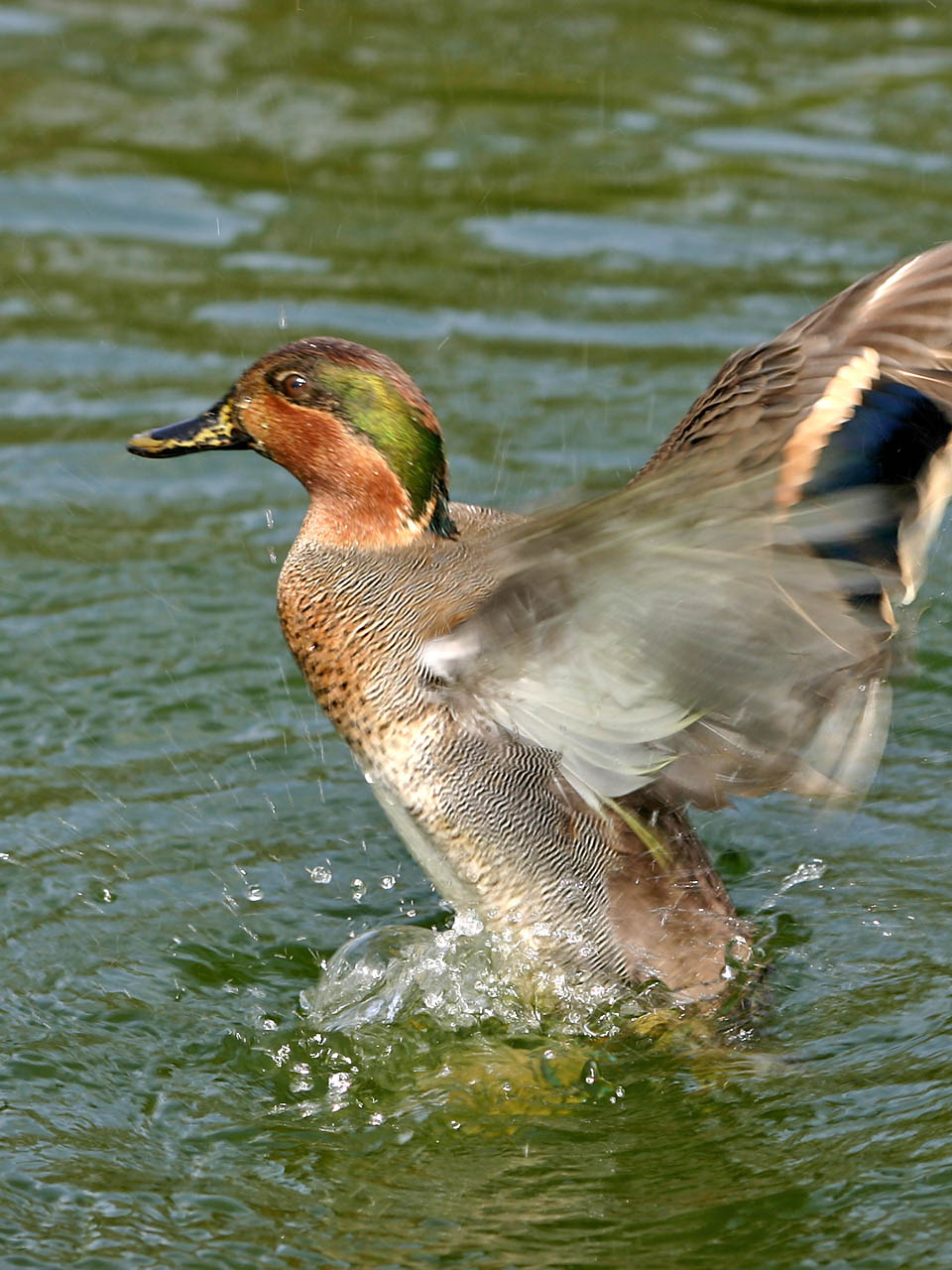
Wintertaling
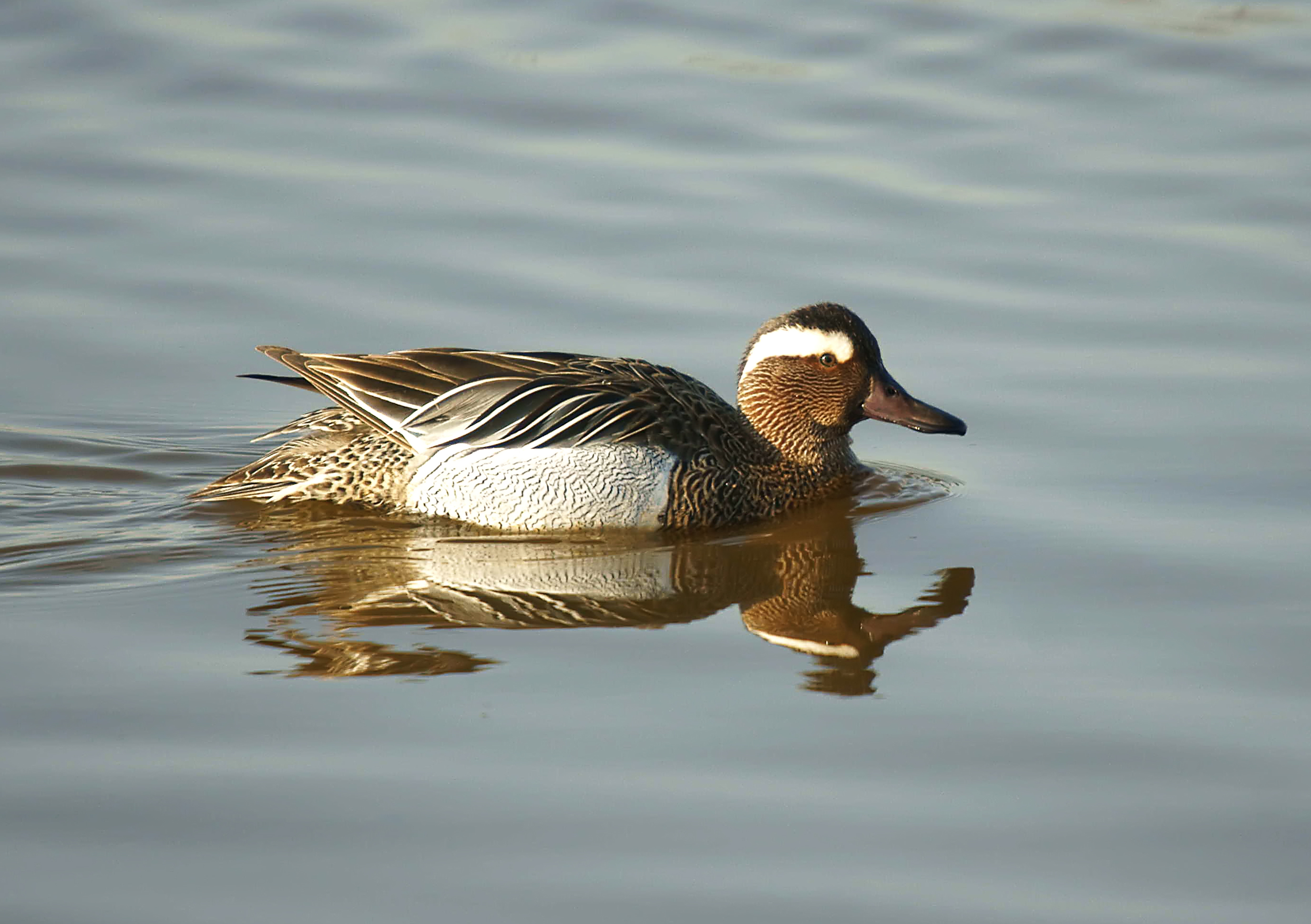
Zomertaling
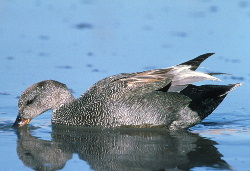
Krakeend
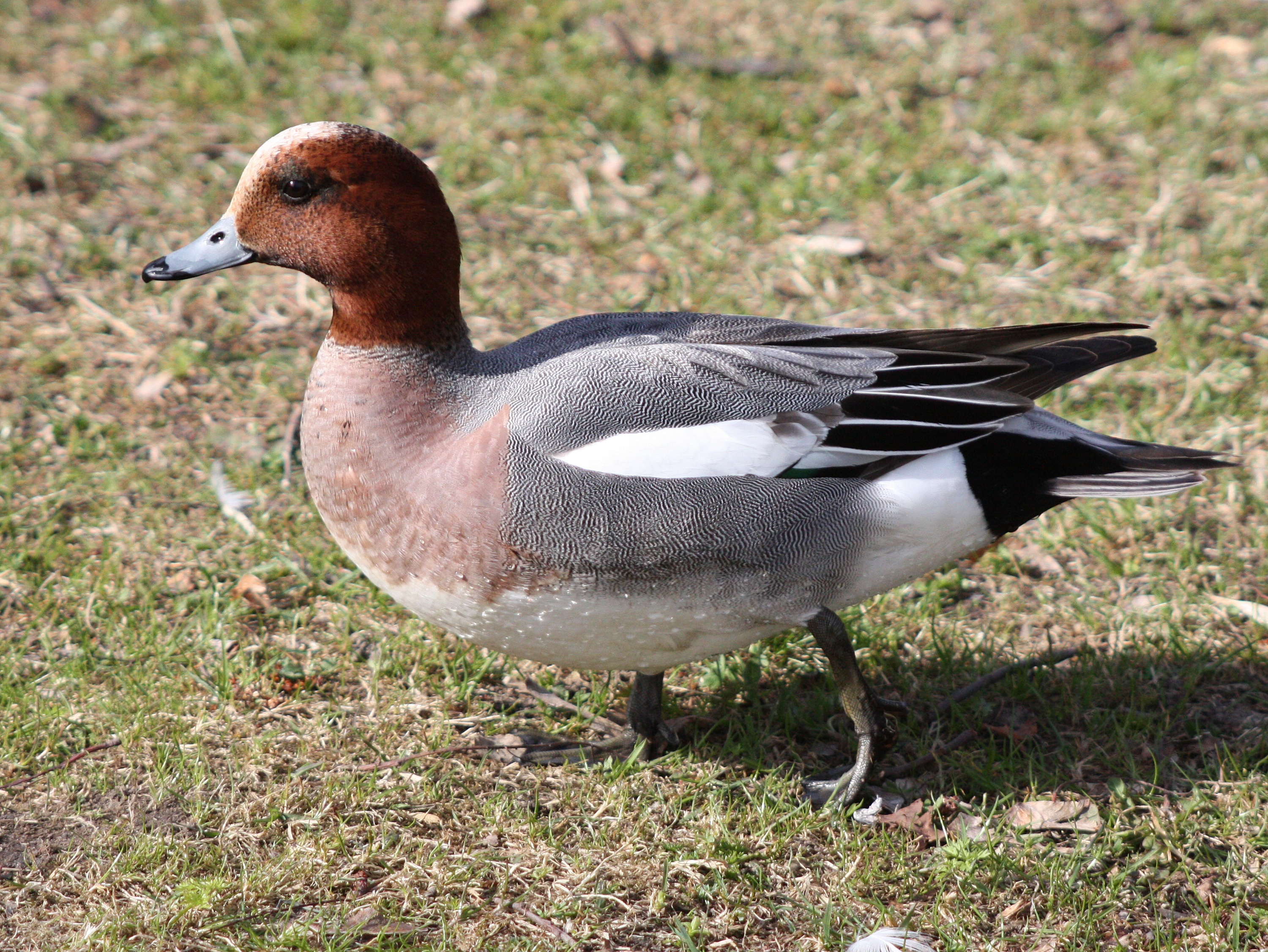
Smient

Grondeleenden (Anatini) · Duikeenden (Aythyini) · Lepelbekeenden (Malacorhynchini) · Zee-eenden, eiders, zaagbekken en verwanten (Mergini) · Stekelstaarteenden (Oxyurini)